# Забуковє (Войник)
Забуковє (словен. Zabukovje) — поселення в общині Войник, Савинський регіон, Словенія. 
Висота над рівнем моря: 424,7 м.